# Cattedrale di Santa Maria Assunta (Ventimiglia)
La cattedrale di Santa Maria Assunta è un luogo di culto cattolico situato nel comune di Ventimiglia, in piazza della Cattedrale, in provincia di Imperia. La chiesa è sede della parrocchia omonima del vicariato di Ventimiglia della diocesi di Ventimiglia-San Remo.

## Storia e descrizione

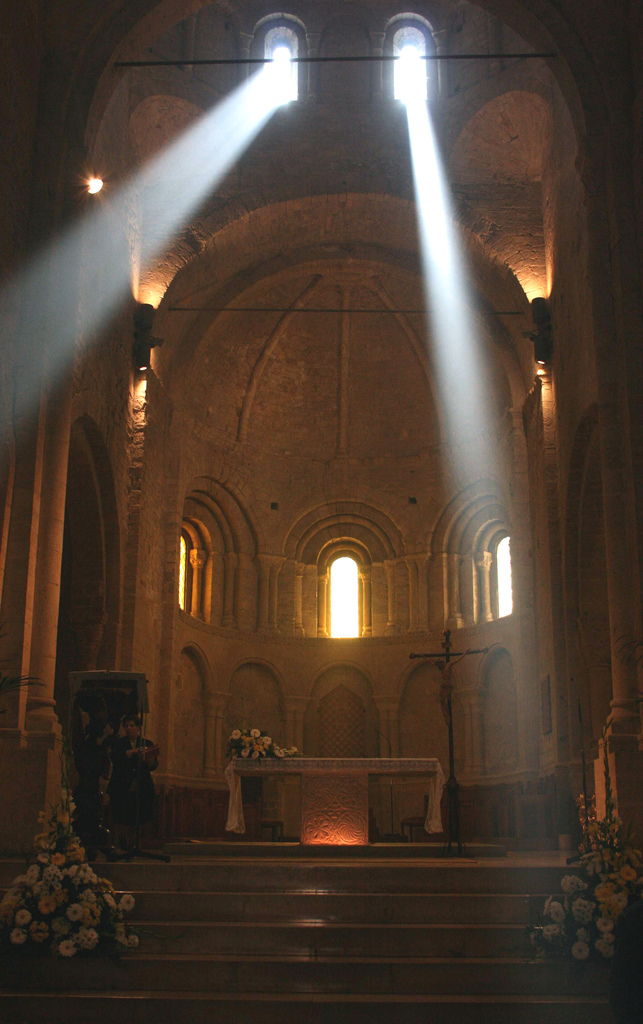
Luce all'interno della cattedrale

La cattedrale ed il battistero di Ventimiglia sorgono sul limite orientale del colle che si eleva a ovest del fiume Roia, dove si trasferì il nucleo abitato a seguito dell'abbandono di Albintimilium, la città romana sviluppatasi nella piana presso la foce del Nervia.

### La chiesa altomedioevale
Nell'anno 675 di Roma un nobile cittadino Intemeliese, Emilio, codificava a proprie spese un delubro dedicato alla dea Giunone (di cui si conserva una preziosa iscrizione murata nella navata destra). Nel V-VI secolo si ha la conversione del tempio al cristianesimo e una sua probabile ricostruzione. Fra il VI e il VII sec. viene costruita una chiesa bizantina longobarda.
Gli scavi archeologici e le campagne di restauro condotti da Nino Lamboglia nella seconda metà del XX secolo hanno consentito di individuare le fasi edilizie della cattedrale: in particolare, oltre a quelle proto e tardoromaniche, vennero alla luce una serie di strutture riconducibili a una chiesa altomedievale, di ampiezza poco inferiore all'attuale e legata cronologicamente alla cripta, forse ultima rimanenza del delubro giunonico, già scoperta e studiata da Girolamo Rossi nel 1875, da cui provengono preziosi resti di sculture.

### La costruzione protoromanica
La chiesa nelle sue forme attuali è il risultato di interventi che si sono succeduti in due fasi, ben individuabili ma armonizzate fra loro; la prima, protoromanica (fine XI secolo), è in pietra arenaria lavorata a conci piccoli e regolari, e si può apprezzare nella facciata e in parte nel fianco est. La copertura di tale primitiva cattedrale doveva presentarsi a capriate lignee. Quindi durante l'alto Medioevo la struttura della chiesa fu ad unica navata, e fu intorno al 1100 che la cattedrale venne completamente ricostruita a tre navate.

### La costruzione tardoromanica

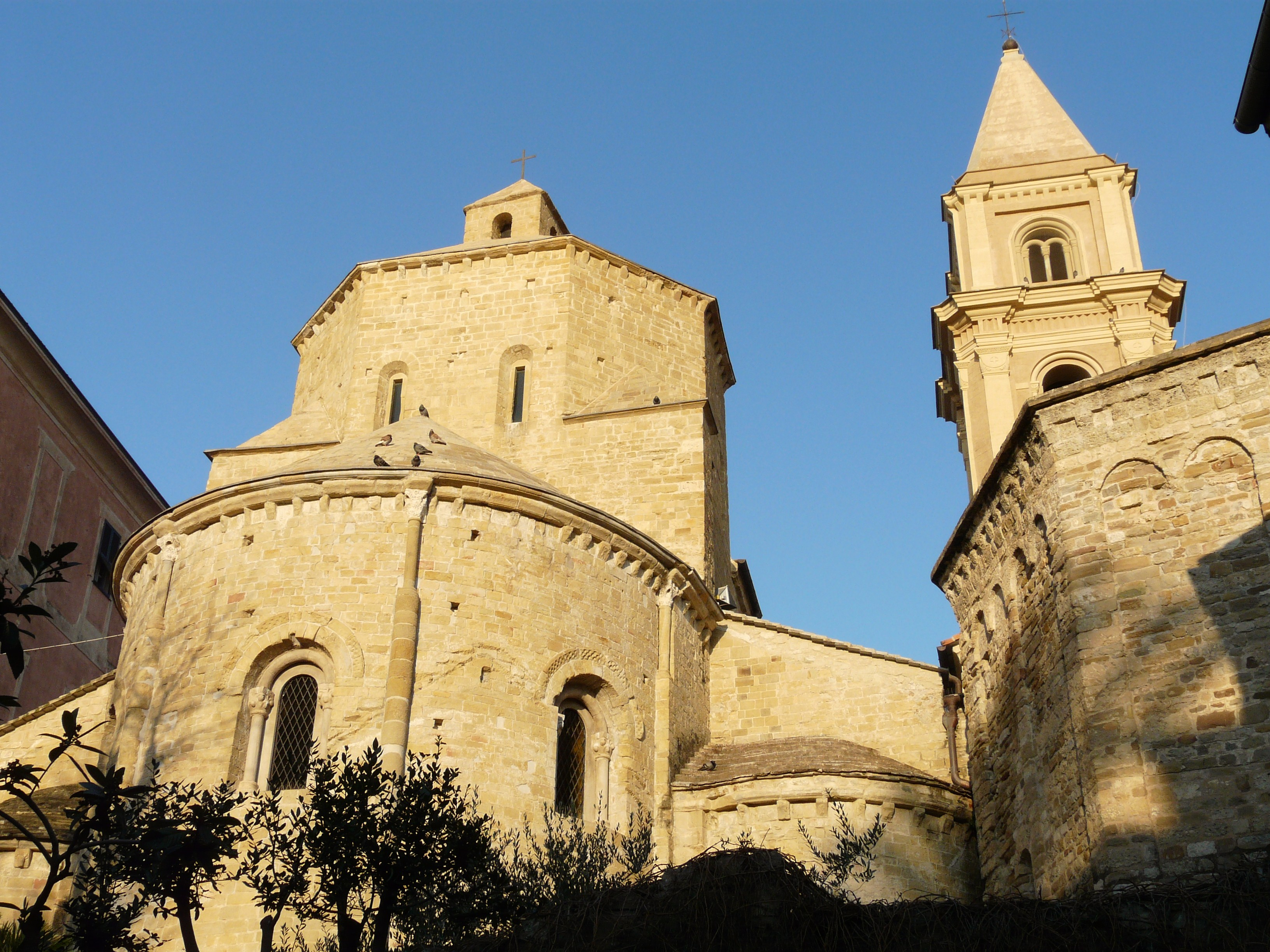
Particolare della zona absidale esterna e del campanile

Alla seconda fase, tardoromanica (XIII secolo), si deve la ricostruzione dell'abside e del presbiterio, con tiburio ottagonale fu completata la copertura con la connessa volta a botte della navata centrale, sorretta da slanciate semicolonne.
Del XIII secolo sono il portale, ad arco acuto, le tre absidi (una maggiore e due minori) e il presbiterio, con il tiburio di forma ottagonale, mentre il tetto venne sostituito con volte a botte sostenute da semi colonne e pilastri in stile romanico.
Nel secolo XII fu costruito il campanile, vera e propria torre di difesa, che sottolinea le lotte con Genova, in conci di puddinga. Esso è tuttora collegato con la cattedrale mediante un arco romanico conservato integralmente. Già alla fine del 1700 il campanile fu trasformato da rinascimentale a barocco con la classica cuspide a cipolla per mano di maestranze locali. Nel 1889 venne rimaneggiato negli stucchi razionalizzando le forme barocche in elementi modulari di scarso interesse storico/artistico per mano del muratore Dionisio.
La cupola, unica nel suo genere e interamente originale, ha un tamburo ottagonale irregolare e culmina con una lanterna quadrata.
All'interno è custodita una pregevole Madonna col Bambino di Barnaba da Modena, dipinto su tavola risalente alla seconda metà del XIV secolo.
Fu in seguito alle disposizioni emanate con il Concilio di Trento, che nel XVII secolo vennero aperte nuove cappelle lungo la navata sinistra. Fra le opere pittoriche conservate, spicca la tela di Giovanni Carlone, con San Secondo invoca la protezione della Sacra Famiglia sulla città di Ventimiglia, parziale copia da una tela genovese del caravaggesco Bartolomeo Cavarozzi.
Nella seconda cappella di sinistra è conservata la pala di Giovanni Battista Carlone Assunta e Apostoli.

### I restauri moderni
Nel corso di tutto l'Ottocento la cattedrale fu pesantemente rimaneggiata, mutandone le forme ed eliminando in alcuni casi preziose testimonianze dei secoli passati, in altri conservandole. Già nel 1826 il presbiterio venne allungato verso l'aula spostando le balaustre e accorciando l'assemblea e riducendo i posti per i fedeli. Il 22 agosto 1828 cadono calcinacci dalla volta della navata centrale e la struttura inizia a dare segni di cedimento. Grandi crepe iniziano a salvare la muratura ed entro il 1842 il vescovo monsignor Lorenzo Biale inizia a lamentare l'inappropriatezza della cattedrale intemelia. Dopo alcuni rappezzamenti principalmente estetici si inizia a progettare un ampliamento, che avrebbe comportato nell'eliminare una fila di colonne e la distruzione totale delle absidi per allungare la chiesa verso sud. Dopo aver considerato persino un totale smantellamento per ricostruire un'enorme chiesa ex novo, per mancanza di fondi ma soprattutto per via delle vocali indignazioni da parte di alcuni storici e archeologi francesi e piemontesi, non se ne fece nulla, e si ripiegò su di un ennesimo restauro estetico, opera dell'impresario Carlo Notari. In questa occasione tutte le antiche pitture murali vennero distrutte, i vetusti capitelli romanici dalle forme bestiali e fantasiose vennero scalpellati e la chiesa completamente affrescata in stile pseudo-barocco. Questi interventi non fecero altro che peggiorare la situazione statica, ed in seguito a ulteriori segni di cedimento la cattedrale venne completamente spogliata di tutti i marmi, gli altari, i paramenti e gli oggetti preziosi, in previsione di un imminente crollo. La chiesa venne abbandonata, e dopo un notevole arco di tempo il rettore del Regio Ginnasio Girolamo Rossi contattò il conte architetto piemontese Edoardo Arborio Mella, che attuò un importante restauro in stile neo romanico nel 1874.
Con l'avvento delle due guerre la struttura della chiesa dava nuovamente segni di cedimento, e nacque l'interesse a riportarla ad un presunto aspetto originale. Pesanti restauri di Nino Lamboglia nel 1967 mutarono ulteriormente l'aspetto della cattedrale questa volta in maniera irreversibile, con lo smontaggio sistematico di ogni sovrastruttura, compresi i marmi cinquecenteschi, tra cui il bellissimo pulpito marmoreo, che venne spostato nella parrocchiale di San Marco Evangelista a Camporosso (IM). Nonostante l'integrità della struttura romanica fosse notevole, in molti punti la pietra dovette essere ricostituita. Dopo due anni di ristrutturazione, nel marzo del 1970 la cattedrale fu riaperta al culto religioso e al pubblico.
Ad oggi la cattedrale resta uno dei luoghi più suggestivi della zona, la luce crea effetti impressionanti passando dalla lanterna della cupola e lungo la navata.

### Il Battistero

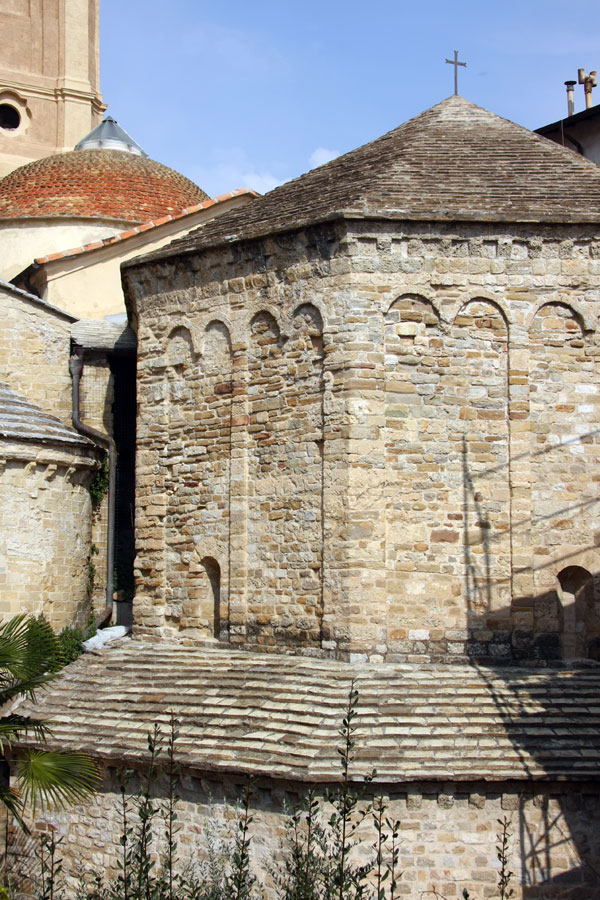
Esterno del battistero

Di fianco all'abside minore di sinistra, a una quota inferiore, sorge il battistero, intitolato a san Giovanni Battista, coevo alla cattedrale. A pianta ottagonale, è stato diviso in due livelli nel Seicento: il vano inferiore presenta una volta a ombrello e, lungo il perimetro, otto nicchie, alternativamente a base retta e semicircolare; all'interno sono collocati un bacino ad immersione del XIII secolo al centro e un'altra vasca più antica, a forma di mortaio, in una nicchia; al piano superiore, cui si accede dal piano di calpestio dell'attigua cattedrale, è stata ricavata una cappella barocca dedicata al Santissimo Sacramento.

### Organo a canne
Sulla cantoria in controfacciata si trova l'organo a canne Carrara opus 37, costruito nel 2008 riutilizzando parte del materiale fonico di un organo Silbermann del 1984. Lo strumento, a trasmissione integralmente meccanica, ha tre tastiere di 56 note ciascuna ed una pedaliera dritta di 32.